# Begegnung zwischen Franz Stigler und Charles Brown
Die Begegnung zwischen Franz Stigler und Charles Brown fand während des Zweiten Weltkriegs am Himmel über Deutschland statt. Am 20. Dezember 1943 trafen die Messerschmitt Bf 109 des deutschen Jagdfliegers Franz Stigler (* 21. August 1915 in Regensburg; † 22. März 2008 bei Vancouver) und die B-17 Flying Fortress des amerikanischen Bomberpiloten Charles „Charlie“ L. Brown (* 24. Oktober 1922; † 24. November 2008 in Miami) aufeinander. Da die B-17 bereits durch gegnerisches Feuer schwer beschädigt und ein Großteil der Besatzung tot oder verwundet war, schoss Stigler sie nicht ab, sondern geleitete sie befehlswidrig über den Flakgürtel hinweg bis über die Nordsee.

## Ablauf
Die B-17 mit dem Spitznamen Ye Olde Pub gehörte zur 379th Bomb Group und war auf dem britischen Fliegerhorst Kimbolton stationiert. Am 20. Dezember 1943 sollte die Maschine als Teil eines Verbandes das Focke-Wulf-Werk bei Bremen angreifen. Es war 2nd Lt. Browns erster Einsatz als Pilot und Bomberkommandant der Gruppe.
Bei dem Angriff wurde die Maschine von Flugabwehrfeuer erheblich beschädigt. Einer der vier Motoren fiel aus, ein weiterer wurde beschädigt, so dass die Maschine mit den verbliebenen beiden Motoren Fahrt und Höhe nicht mehr halten konnte und hinter der Formation zurückfiel. Dies machte den Bomber zu einem leichten Ziel für deutsche Jäger. Sie beschädigten die B-17 schwer. Der Heckschütze wurde getötet, fast alle übrigen Besatzungsmitglieder schwer verwundet. Brown war an der Schulter verletzt und war wegen der beschädigten Sauerstoffversorgung zeitweise bewusstlos geworden. Der Bomber war von der Luftwaffe als zerstört verbucht und als Abschuss Leutnant Ernst Süß zugeschrieben worden. Dieser überlebte den Jagdeinsatz nicht, sein Jagdflugzeug wurde im Gefecht beschädigt. Süß stieg aus, sein Fallschirm öffnete sich nicht.
Franz Stigler bemerkte den sehr tief fliegenden Bomber vom Boden aus. Er stand neben seiner Bf 109 am Fliegerhorst Jever (nahe Oldenburg), während die Maschine aufgetankt und aufmunitioniert wurde. Sofort kletterte er in seine Messerschmitt, startete und folgte dem Bomber. Zu diesem Zeitpunkt hatte er bereits 29 Luftsiege errungen, ein weiterer fehlte ihm noch zum Ritterkreuz.
Er näherte sich dem Bomber von hinten, außerhalb der Schusslinie des Heckschützen, wunderte sich allerdings über das Ausbleiben des Abwehrfeuers. Dann erkannte er die Schäden: Eine Tragfläche war durchschossen, ein Höhenruder war weggeschossen und das zweite beschädigt. Den Heckschützen erkannte er in der Glaskanzel – zusammengesunken und leblos. Der Rumpf war teilweise aufgerissen. Durch die großen Löcher sah er den Rest der Besatzung zusammengekauert im Inneren. Dann erkannte er den Piloten, ebenfalls verwundet, wie er damit kämpfte, die Maschine in der Luft zu halten. Stigler griff die Maschine nicht an, denn die Lage der Besatzung sei vergleichbar mit jener abgesprungener Besatzungsmitglieder. Deren Tötung wurde in Fliegerkreisen, bei Freund und Feind, als unehrenhaft bewertet.
Stattdessen flog er im engen Verbandsflug neben der feindlichen Maschine her, nahm Blickkontakt mit dem Piloten Brown auf. Er wusste, sein Verhalten konnte als Verrat mit dem Tod bestraft werden. Daher wollte er die Amerikaner mit Handzeichen zur Landung bewegen, was aber vom Kommandanten Brown nicht verstanden oder abgelehnt wurde. Auch Stiglers Vorstellung, der Bomber könnte im nahe gelegenen und neutralen Schweden landen, konnte er dem feindlichen Piloten nicht vermitteln.
Spätestens an der Küste wäre der Bomber von der dortigen starken deutschen Flak abgeschossen worden. Doch wegen des engen Formationsflugs mit einer deutschen Maschine genoss die B-17 eine Art Schutzstatus. Die Luftwaffe setzte nämlich auch erbeutete Flugzeuge ein, und ein solcher gemeinsamer Flug einer Bf 109 mit einer B-17 erschien den Flak-Schützen am Boden zwar ungewöhnlich, aber nicht völlig abwegig.
Zwischenzeitlich hatte Pilot Brown, der der Situation gegenüber immer noch misstrauisch war, ein Maschinengewehr auf Stiglers Bf 109 ausrichten lassen. Als beide Flugzeuge die offene Nordsee erreicht hatten und außerhalb der Flak-Reichweite waren, salutierte Stigler zu Brown, zog seine Maschine hoch, drehte ab und landete auf dem Fliegerhorst Bremen-Neuenlanderfeld. Die Ye Olde Pub schaffte es mit letzter Kraft nach Norfolk.
Brown meldete den Vorfall sofort seinem Vorgesetzten und wurde zu Stillschweigen verpflichtet. Stigler schwieg, erzählte allein seiner Frau von der Begegnung. Erst im Sommer 1990 weihte er seinen ehemaligen Commodore Adolf Galland ein. Dessen Reaktion: „Das sieht dir ähnlich.“

## Nach dem Krieg
Brown versuchte jahrzehntelang, die Motive des deutschen Piloten zu ergründen. Umgekehrt fragte sich Stigler, ob es die B-17 wohl nach England geschafft hatte. 1987 begann Brown vor allem in Archiven zu suchen und bei Veteranentreffen zu recherchieren, stieß aber nicht auf den kleinsten Hinweis. Dank der Unterstützung von Adolf Galland veröffentlichte das Jägerblatt, die Zeitschrift der Gemeinschaft der deutschen Jagdflieger, einen Suchbrief Browns. Daraufhin nahm Stigler, der nach dem Krieg nach Kanada ausgewandert war, 1990 Verbindung zu Brown auf.
Es kam zu einer historischen Begegnung der ehemaligen Feinde. Die Männer und ihre Frauen verband fortan eine enge Freundschaft. Die Ereignisse wurden in dem 2012 erschienenen Tatsachenroman A Higher Call thematisiert. Das Buch erschien 2014 in deutscher Übersetzung unter dem Titel Eine höhere Pflicht.
Im Jahr 2014 schrieb die schwedische Heavy-Metal-Band Sabaton einen Song in englischer Sprache über diesen Vorfall mit dem Titel „No Bullets Fly“.